# تي جي آي فرايديز
تي جي آي فرايديز (وتختصر في معظم البلدان باسم فرايديز) هي سلسلة مطاعم أمريكية تأسست عن طريق ألان ستيلمان ودانييل سكوجين في 1965.

## التاريخ
تأسست سلسلة المطاعم عن طريق ألان ستيلمان في عام 1965 في إحدى حانات شوارع نيويورك بعد أن أنفق 5,000 دولار من نفقته الخاصة و5,000 دولار أخرى إقترضها من والدته. قام بتسمية مطعمه بـ (تي جي آي فرايديز) نسبةً إلى جملة «شكراً لله! أنه الجمعة» (بالإنجليزية: Thank God! It's Friday)‏ بعد أن تكررت هذه العبارة أثناء دراسته في جامعة بوكنل، بعد أن حقق نجاحاً وذاع صيته حقق أرباحاً تقدر بمليون دولار في عامه الأول بعد ذلك بسنوات متعاقبة فتح عدة أفرع أخرى لمطعمه وإفتتح شركة له بمساعدة شريكه دانييل سكوجين، وفي عام 1975 باع ألان ستيلمان شركته إلى شركة كارلسون مع بقاء دانييل سكوجين الرئيس التنفيذي لها. وفي مايو 2014 قامت شركتا (سينتاينل كابيتال بارتنرز) و(تراي ارتيسان كابيتال بارتنرز) المتوحدتين بشراء سلسلة مطاعم تي جي آي فرايديز من شركة كارلسون.
أصبحت تي جي أي فرايديز شركة خاصة مرة أخرى في عام 1989، وصارت تستهدف العائلات بدلًا من العزاب والعازبات.

## التوسعات
افتتح ستيلمان أول مطعم لتي جي أي فرايديز في 15 مارس 1965 (إلا أنه أغلق في عام 1994 وتحتل الآن موقع حانة بريطانية تسمى بيكر ستريت)، وبدأ ستيلمان توسيع أنشطته من خلال منح حقوق امتياز علامته التجارية، وكان أول مطعم لتي جي أي فرايديز يعمل بموجب حق الامتياز في مدينة ممفيس بولاية تينيسي الأمريكية. باعت الشركة أول امتياز دولي خارج الولايات المتحدة الأمريكية في عام 1983 لشركة ويتبريد بي إل سي، لتفتتح أول مطعم لها في المملكة المتحدة. كانت شركة ويتبريد بي إل سي أحد أكبر أصحاب الامتيازات في سلسلة مطاعم تي جي أي فرايديز حيث كانت تمتلك 45 مطعمًا لها في المملكة المتحدة حتى عام 2007، قبل أن تبيع حقوق تشغيل جميع مطاعمها لشركة تي جي أي فرايديز ليميتد بالمملكة المتحدة في 17 يناير 2007.

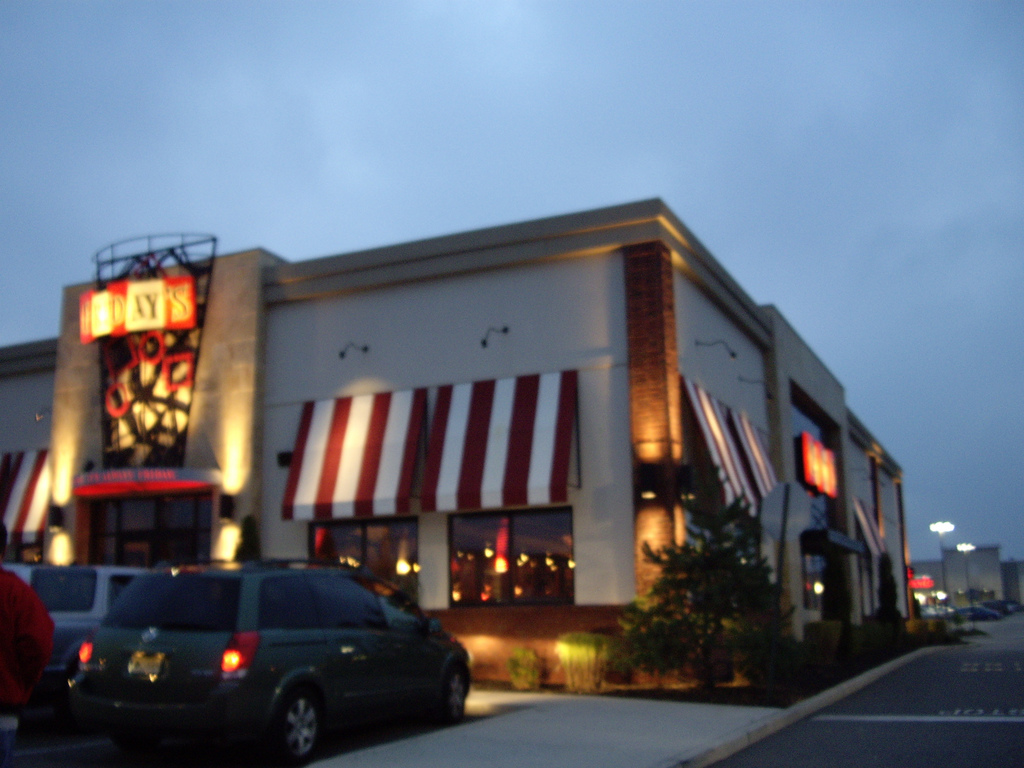
مطعم تي جي أي فرايديز الذي افتتح في عام 2003 في مدينة ماناهوكن بولاية نيوجيرسي الأمريكية

يمتلك أصحاب الامتيازات حاليًا معظم مطاعم سلسلة تي جي أي فرايديز حول العالم، وتعد مجموعة ذا برياد غروب التي يقع مقرها في ولاية نيوجيرسي الأمريكية هي صاحبة أكبر عدد امتيازات من السلسلة.

## التصميم

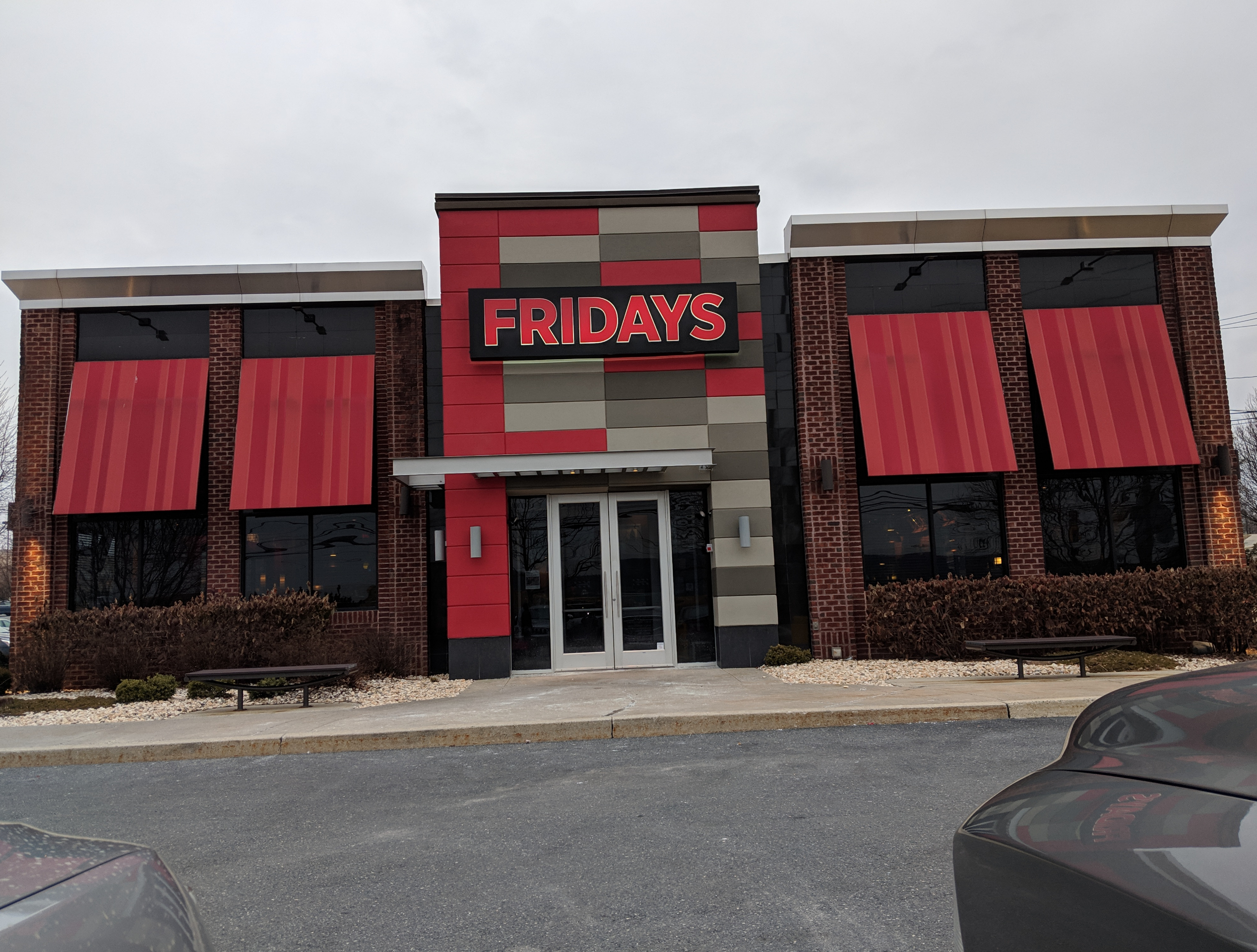
مطعم تي جي أي فرايديز في مدينة إيستون بولاية بنسلفانيا الأمريكية بتصميمه ذو اللونين الأحمر والأبيض في فبراير 2019

تتميز سلسلة مطاعم فرايديز بديكورها المعروف والألوان البيضاء والحمراء في الشعار ولباس عاملي المطعم في جميع الفروع كما تتميز بمصابيح تيفاني المنتشرة في فروعها وتتميز بورق الجدران المحيطة في أرجاء المطعم واستخدامها للتحف المعلقة في الجدران والأرضية الخشبية وتتميز كذلك بخدمة الإحتفال والغناء في يوم ميلاد الزبائن كخدمة إضافية.

## قائمة الطعام
تحتوي قائمة طعام سلسلة مطاعم فرايديز على عدة مأكولات منها اللحوم البقرية والدجاج والبطاطس المقلية والمقبلات والحلويات وتقدم المشروبات الغازية والطبيعية، وتعتبر مأكولات فرايديز منخفضة الكيربوهيدرات وقليلة الدسم.

## أفرع الشركة
تحتوي سلسلة مطاعم تي جي آي فرايديز على أكثر من 992 فرع في أكثر من 70 دولة، والدول هي:
| - أفريقيا: - مصر - جنوب إفريقيا - المغرب | - أمريكا الجنوبية: - نيكاراغوا - البرازيل - الأرجنتين - الإكوادور - فنزويلا - كولومبيا - السلفادور - بيرو - بوليفيا - تشيلي - باراغواي - كوستاريكا - أروبا | - أوقيانوسيا: - أستراليا - نيوزيلندا |

| - أمريكا الشمالية: - جزر البهاما - المكسيك - الولايات المتحدة - كندا - باربادوس - جمهورية الدومينيكان - غواتيمالا - جامايكا - بنما - هندوراس - ترينيداد وتوباغو | - آسيا: - الكويت - الصين - الإمارات العربية المتحدة - أذربيجان - البحرين - بنغلاديش - اليابان - غوام - عُمان - هونغ كونغ - فيتنام - سريلانكا - سوريا - تايلاند - الأردن - كوريا الجنوبية - فيتنام - الهند - إندونيسيا - كازاخستان - قرغيزستان - قطر - سنغافورة - باكستان - الفلبين - ماليزيا - تايوان - لبنان - السعودية | - أوروبا: - النمسا - تركيا - إسبانيا - قبرص - جمهورية التشيك - أوكرانيا - بيلاروس - آيسلندا - أيرلندا - النرويج - بولندا - روسيا - المجر - اليونان - رومانيا - لاتفيا - السويد - المملكة المتحدة |

## الإيرادات
كان أعلى فروع سلسلة مطاعم تي جي أي فرايديز ربحًا وأكثرها شهرة ونجاحًا على مدار تاريخها هو مطعم هايماركت لايكستر سكوير الذي افتتح في عام 1992 في وسط لندن، وقد حطم هذا الفرع في عام 2009 الرقم القياسي العالمي لأكبر ربح يحققه مطعم خلال أسبوع، كما حصل العديد من السقاة العاملين به على جوائز مسابقة أولمبياد السقاة التي اعتاد أن يجريها سكوجين.

## القضايا المثيرة للجدل
داهمت شرطة ولاية نيو جيرسي في عام 2013 ما يقرب من 17 مطعمًا من مطاعم تي جي أي فرايديز المملوكة لمجموعة ذا برياد غروب وضبطت مخالفات تجارية حيث وجدتها تبيع العديد من المشروبات التجارية منخفضة التكلفة بأسعار العلامات التجارية الممتازة من المشروبات الكحولية وتفرض رسومًا إضافية على الأنواع الجيدة من المشروبات الكحولية.